# Presbytère de Saint-Léon-le-Grand (Maskinongé)
Le presbytère de Saint-Léon-le-Grand est une ancienne maison curiale située à proximité de l'église Saint-Léon-le-Grand à Saint-Léon-le-Grand au Québec (Canada). Il a été construit en 1894, en remplacement d'un presbytère construit en 1825. Elle a été construite dans le style cubique populaire au Québec à partir de la fin de ce siècle. Elle a été citée comme immeuble patrimonial par la municipalité de Saint-Léon-le-Grand en 2009.

## Histoire
L'ensemble religieux de Saint-Léon-le-Grand est établi au bas de la concession du Grand Rang dans la seigneurie de Grosbois-Ouest, à proximité des seigneuries de Grandpré à l'ouest et Dumontier au nord. Le territoire se développe rapidement à partir de la seconde moitié du XVIIIe siècle. Le village de Chacoura, qui prendra plus tard le nom de Saint-Léon-le-Grand, prend forme avec la construction d'une chapelle en 1801. Un premier presbytère est construit à proximité au début du XIXe siècle. Il est remplacé par un presbytère en pierre construit en 1825, à la suite de la construction de l'église Saint-Léon-le-Grand.
Lors d'une assemblée des marguilliers en 1893, on décide de construire un nouveau presbytère avec une cuisine adjacente. Le contrat est donné à Édouard Lesage, un entrepreneur local. Le presbytère de 1825 est démoli et ses fondations sont réutilisées pour le nouveau bâtiment. Les matériaux de l'ancien presbytère sont réutilisés pour l'érection de l'école du village et le mur du cimetière inaugurés en 1896. Les travaux du nouveau presbytère débutent au printemps de 1894 et se terminent à l'automne de la même année. Le nouveau bâtiment est doté d'une fournaise à eau chaude et de deux trottoirs en bois reliant le presbytère à la sacristie et à la rue.
Le presbytère est cité comme immeuble patrimonial par la municipalité de la paroisse de Saint-Léon-le-Grand le 8 septembre 2009. Il est ensuite utilisé à des fins communautaires.